# ПФК Лудогорец (Разград) II
Лудогорец II е български дублиращ футболен отбор от град Разград. Основан през 2015 г., това е вторият отбор на ПФК Лудогорец (Разград). Участва във Втора лига.

## История
Лудогорец II е основан през 2015 г. По правило отборът трябва да играе най-малко една група под основния тим. Той няма право на промоция в Първа професионална футболна лига и не може да участва в турнира за Купата на България. През първия си сезон 2015/16 Лудогорец II завършва на 7-о място в Б група.

## Сезони
| Сезон   | Име          | Група      | Място | Нац. Купа |
| 2015-16 | Лудогорец II | Б Група    | 7     |           |
| 2016-17 | Лудогорец II | Втора лига | 8     |           |
| 2017-18 | Лудогорец II | Втора лига | 9     |           |
| 2018-19 | Лудогорец II | Втора лига | 11    |           |
| 2019-20 | Лудогорец II | Втора лига | 12    |           |
| 2020-21 | Лудогорец II | Втора лига | 4     |           |
| 2021-22 | Лудогорец II | Втора лига | 6     |           |
| 2022-23 | Лудогорец II | Втора лига | 4     |           |
| 2023-24 | Лудогорец II | Втора лига | 12    |           |
| 2024-25 | Лудогорец II | Втора лига | 12    |           |

## Настоящ състав
Към 15 декември 2020 г.

## Треньорски състав
- Захари Сираков – Старши треньор
- Красимир Чомаков – Помощник треньор
- Здравко Чавдаров – Треньор на вратарите
- Емил Иванов – Кондиционен треньор
- Ивайло Якимов – Доктор
- Драгостин Маринов – Кинезитерапевт
- Марио Тодоров – Администратор